# Emilia Romagna Open 2021
L'Emilia Romagna Open 2021 è stato un torneo di tennis giocato su campi in terra rossa. È stata la 1ª edizione dell'evento, facente parte dell'ATP Tour 250 maschile, nell'ambito dell'ATP Tour 2021, e del WTA Tour 250 nell'ambito del WTA Tour 2021. Il torneo è stato organizzato dalla MEF tennis events, azienda leader nella promozione di manifestazioni tennistiche in Italia.
Il torneo femminile si è giocato dal 15 al 22 maggio al Tennis Club Parma di Parma, in Italia. Il torneo maschile si è invece svolto dal 22 al 29 maggio al Tennis Club President di Montechiarugolo, cittadina alla periferia sud della stessa Parma. Entrambe le date dei tornei sono state inserite nel calendario tra quelle degli Internazionali d'Italia e del Roland Garros.

## Partecipanti al singolare ATP

### Teste di serie
| Nazione     | Giocatore            | Ranking | Testa di serie* |
| ----------- | -------------------- | ------- | --------------- |
| Italia      | Lorenzo Sonego       | 28      | 1               |
| Francia     | Benoît Paire         | 36      | 2               |
| Spagna      | Albert Ramos Viñolas | 39      | 3               |
| Germania    | Jan-Lennard Struff   | 42      | 4               |
| Francia     | Richard Gasquet      | 52      | 5               |
| Stati Uniti | Tommy Paul           | 53      | 6               |
| Slovenia    | Aljaž Bedene         | 55      | 7               |
| Giappone    | Yoshihito Nishioka   | 60      | 8               |

* Ranking al 17 maggio 2021.

### Altri partecipanti
I seguenti giocatori hanno ottenuto una wild card per il tabellone principale:
- Marco Cecchinato
- Flavio Cobolli
- Andreas Seppi

I seguenti giocatori sono passati dalle qualificazioni:

- Daniel Altmaier
- Raul Brancaccio
- Pedro Martínez
- Mikael Ymer

### Ritiri
- Lloyd Harris → sostituito da  Lorenzo Musetti
- John Isner → sostituito da  Salvatore Caruso
- Cameron Norrie → sostituito da  Marcos Giron
- Reilly Opelka → sostituito da  Steve Johnson

## Partecipanti al doppio ATP

### Teste di serie
| Nazione       | Giocatore       | Nazione     | Giocatore        | Ranking* | Testa di serie |
| ------------- | --------------- | ----------- | ---------------- | -------- | -------------- |
| Belgio        | Sander Gillé    | Belgio      | Joran Vliegen    | 62       | 1              |
| Sudafrica     | Raven Klaasen   | Giappone    | Ben McLachlan    | 67       | 2              |
| Nuova Zelanda | Marcus Daniell  | Austria     | Philipp Oswald   | 74       | 3              |
| El Salvador   | Marcelo Arévalo | Paesi Bassi | Matwé Middelkoop | 78       | 4              |

* Ranking al 18 maggio 2021.

### Ritiri
Prima del torneo
- John Peers /  Michael Venus → sostituiti da  Lloyd Glasspool /  Matt Reid
- Ken Skupski /  Neal Skupski → sostituiti da  Marco Cecchinato /  Andreas Seppi

## Partecipanti al singolare WTA

### Teste di serie
| Nazione     | Giocatore           | Ranking* | Testa di serie |
| ----------- | ------------------- | -------- | -------------- |
| Stati Uniti | Serena Williams     | 8        | 1              |
| Croazia     | Petra Martić        | 25       | 2              |
| Stati Uniti | Cori Gauff          | 35       | 3              |
| Russia      | Dar'ja Kasatkina    | 37       | 4              |
| Stati Uniti | Amanda Anisimova    | 39       | 5              |
| Cina        | Wang Qiang          | 48       | 6              |
| Spagna      | Sara Sorribes Tormo | 51       | 7              |
| Francia     | Caroline Garcia     | 56       | 8              |

* Ranking al 10 maggio 2021

### Altre partecipanti
Le seguenti giocatrici hanno ottenuto una wild card per il tabellone principale:
- Sara Errani
- Giulia Gatto-Monticone
- Serena Williams
- Venus Williams

Le seguenti giocatrici sono passati dalle qualificazioni:

- Anna-Lena Friedsam
- Martina Di Giuseppe
- Caty McNally
- Paula Ormaechea
- Lisa Pigato
- Anna Karolína Schmiedlová

Le seguenti giocatrici sono entrate in tabellone come lucky loser:
- Ljudmila Samsonova

### Ritiri
prima del torneo
- Bianca Andreescu → sostituita da  Camila Giorgi
- Marie Bouzková → sostituita da  Nao Hibino
- Alizé Cornet → sostituita da  Jasmine Paolini
- Madison Keys → sostituita da  Clara Tauson
- Veronika Kudermetova → sostituita da  Ana Bogdan
- Jessica Pegula → sostituita da  Varvara Gračëva
- Alison Riske → sostituita da  Arantxa Rus
- Jil Teichmann → sostituita da  Viktorija Golubic
- Dajana Jastrems'ka → sostituita da  Misaki Doi

## Partecipanti al doppio WTA

### Teste di serie
| Nazione     | Giocatore      | Nazione       | Giocatore        | Ranking* | Testa di serie |
| ----------- | -------------- | ------------- | ---------------- | -------- | -------------- |
| Cile        | Alexa Guarachi | Stati Uniti   | Desirae Krawczyk | 34       | 1              |
| Croazia     | Darija Jurak   | Slovenia      | Andreja Klepač   | 70       | 2              |
| Giappone    | Misaki Doi     | Taipei cinese | Hsieh Su-wei     | 116      | 3              |
| Stati Uniti | Coco Gauff     | Stati Uniti   | Caty McNally     | 124      | 4              |

* Ranking al 10 maggio 2021

### Altre partecipanti
Le seguenti giocatrici hanno ottenuto una wild card per il tabellone principale:
- Nuria Brancaccio /  Lisa Pigato
- Jessica Pieri /  Bianca Turati

Le seguenti giocatrici sono entrate in tabellone grazie al ranking protetto:
- Viktorija Golubic /  Aleksandra Panova

### Ritiri
prima del torneo
- Hayley Carter /  Luisa Stefani → sostituite da  Vivian Heisen /  Wang Yafan
- Alla Kudrjavceva /  Valerija Savinych → sostituite da  Eden Silva /  Kimberley Zimmermann
- Arina Rodionova /  Anna Danilina → sostituite da  Quinn Gleason /  Erin Routliffe

## Campioni

### Singolare maschile
Sebastian Korda ha sconfitto in finale  Marco Cecchinato con il punteggio di 6-2, 6-4.
- È il primo titolo in carriera per Korda.

### Singolare femminile
Cori Gauff ha sconfitto in finale  Wang Qiang con il punteggio di 6-1, 6-3.

### Doppio maschile
Simone Bolelli /  Máximo González hanno sconfitto in finale  Oliver Marach /  Aisam-ul-Haq Qureshi con il punteggio di 6-3, 6-3.

### Doppio femminile
Cori Gauff /  Caty McNally hanno sconfitto in finale  Darija Jurak /  Andreja Klepač con il punteggio di 6-3, 6-2.